# Ingemar Johansson (athlétisme)
Pour les articles homonymes, voir Ingemar Johansson.
Bror Ingemar Ture Johansson  (né le 25 avril 1924 à Uddeholm et mort le 18 avril 2009 à Arvika Östra församling (sv)) est un athlète suédois spécialiste de la marche athlétique. Il concourait pour l'Arvika IS.

## Carrière

### Palmarès
| Date | Compétition           | Lieu    | Résultat | Épreuve      | Performance   |
| ---- | --------------------- | ------- | -------- | ------------ | ------------- |
| 1948 | Jeux olympiques d'été | Londres | 2e       | 10 km marche | 45 min 43 s 8 |

### Records
| Épreuve      | Performance   | Lieu | Date |
| ------------ | ------------- | ---- | ---- |
| 10 km marche | 45 min 00 s 0 |      | 1947 |